# Геракл

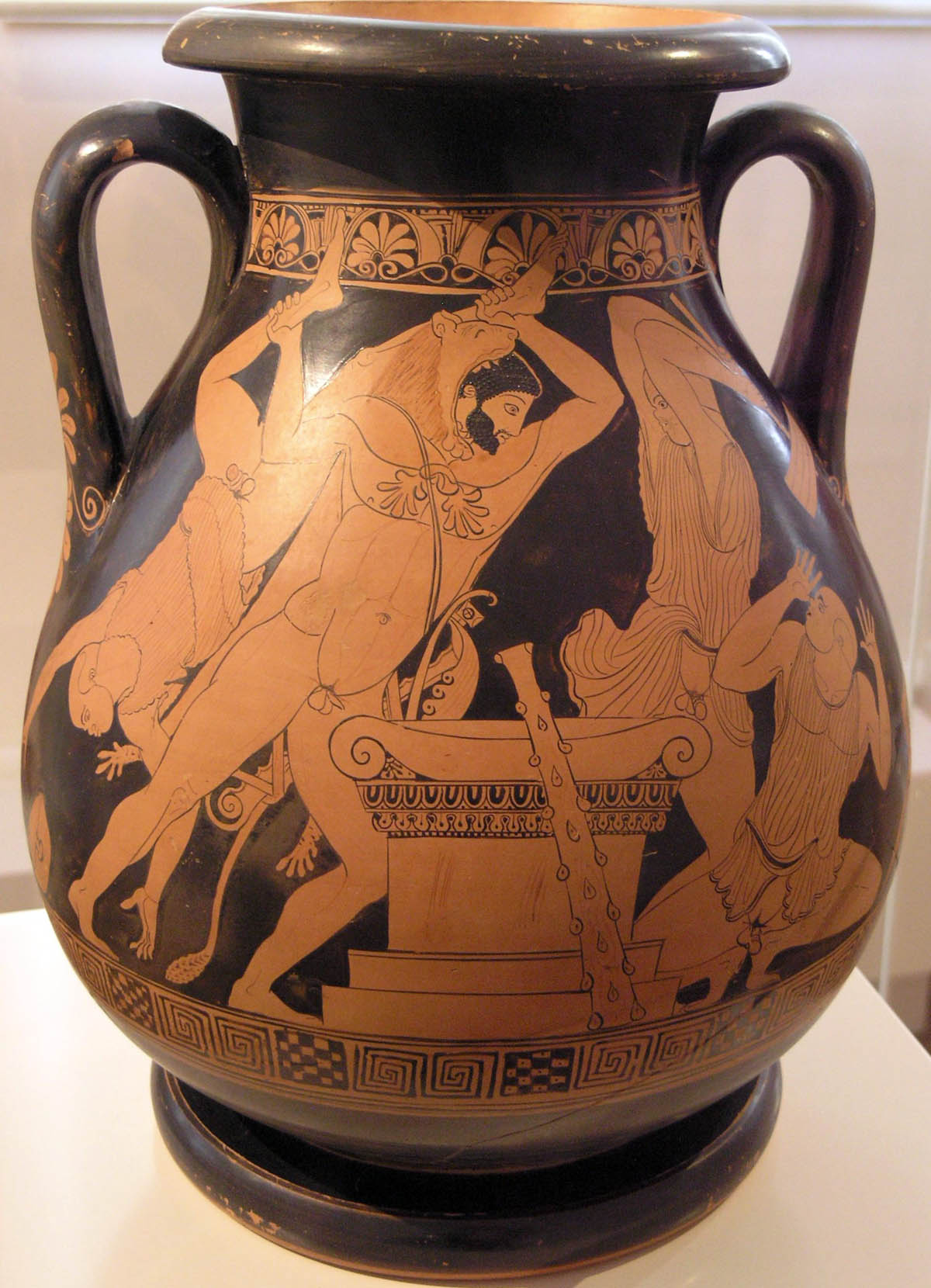
Боротьба Геракла та Бусіріса. Вазописець Пана, Національний археологічний музей (Афіни)

Гера́кл (дав.-гр. Ηρακλής), з латини Геркуле́с (лат. Hercules), Алкі́д (лат. Alcīdēs) — ім'я кількох персонажів давньогрецької міфології. Найбільш відомий з них — герой, син бога Зевса та людської жінки Алкмени, знаний своїми подвигами на службі в царя Еврістея, боротьбою з гігантами та звільненням Прометея. Праонук Персея.
У переносному розумінні Геракл (Геркулес) є символом велетенської сили, нездоланності.

## Відомі Геракли
За працями античних авторів відомо про кількох Гераклів, серед яких героєм був лише один, або їхні о́брази злилися в єдиного. Діодор Сицилійський повідомляє про трьох героїв, котрих звали Гераклами (прославленими Герою). Це були: єгиптянин, один із братів-дактилів, і син Алкмени й Зевса. При цьому єгипетського Геракла звали спершу Сом або Хон, і він жив за десять тисяч років до Троянської війни, а його грецькому тезці приписують всі його подвиги. За Цицероном їх було шість, Варроном — до сорока трьох. Геродот говорить, що, коли він запитав про первісну батьківщину Геракла у єгиптян, ті назвали йому не Грецію, а Фінікію.

## Міфи про Геракла

### Родовід
|  |            |  |  |  |  |  |  |  |  |  |  |  |  |  |  |  |
|  | Персей     |  |  |  |  |  |  |  |  |  |  |  |  |  |  |  |
|  |            |  |  |  |  |  |  |  |  |  |  |  |  |  |  |  |
|  |            |  |  |  |  |  |  |  |  |  |  |  |  |  |  |  |
|  | Алкей      |  |  |  |  |  |  |  |  |  |  |  |  |  |  |  |
|  |            |  |  |  |  |  |  |  |  |  |  |  |  |  |  |  |
|  |            |  |  |  |  |  |  |  |  |  |  |  |  |  |  |  |
|  | Андромеда  |  |  |  |  |  |  |  |  |  |  |  |  |  |  |  |
|  |            |  |  |  |  |  |  |  |  |  |  |  |  |  |  |  |
|  |            |  |  |  |  |  |  |  |  |  |  |  |  |  |  |  |
|  | Амфітріон  |  |  |  |  |  |  |  |  |  |  |  |  |  |  |  |
|  |            |  |  |  |  |  |  |  |  |  |  |  |  |  |  |  |
|  |            |  |  |  |  |  |  |  |  |  |  |  |  |  |  |  |
|  | Пелоп      |  |  |  |  |  |  |  |  |  |  |  |  |  |  |  |
|  |            |  |  |  |  |  |  |  |  |  |  |  |  |  |  |  |
|  |            |  |  |  |  |  |  |  |  |  |  |  |  |  |  |  |
|  | Астідамія  |  |  |  |  |  |  |  |  |  |  |  |  |  |  |  |
|  |            |  |  |  |  |  |  |  |  |  |  |  |  |  |  |  |
|  |            |  |  |  |  |  |  |  |  |  |  |  |  |  |  |  |
|  | Гіпподамія |  |  |  |  |  |  |  |  |  |  |  |  |  |  |  |
|  |            |  |  |  |  |  |  |  |  |  |  |  |  |  |  |  |
|  |            |  |  |  |  |  |  |  |  |  |  |  |  |  |  |  |
|  | Геракл     |  |  |  |  |  |  |  |  |  |  |  |  |  |  |  |
|  |            |  |  |  |  |  |  |  |  |  |  |  |  |  |  |  |
|  |            |  |  |  |  |  |  |  |  |  |  |  |  |  |  |  |
|  | Персей     |  |  |  |  |  |  |  |  |  |  |  |  |  |  |  |
|  |            |  |  |  |  |  |  |  |  |  |  |  |  |  |  |  |
|  |            |  |  |  |  |  |  |  |  |  |  |  |  |  |  |  |
|  | Електріон  |  |  |  |  |  |  |  |  |  |  |  |  |  |  |  |
|  |            |  |  |  |  |  |  |  |  |  |  |  |  |  |  |  |
|  |            |  |  |  |  |  |  |  |  |  |  |  |  |  |  |  |
|  | Андромеда  |  |  |  |  |  |  |  |  |  |  |  |  |  |  |  |
|  |            |  |  |  |  |  |  |  |  |  |  |  |  |  |  |  |
|  |            |  |  |  |  |  |  |  |  |  |  |  |  |  |  |  |
|  | Алкмена    |  |  |  |  |  |  |  |  |  |  |  |  |  |  |  |
|  |            |  |  |  |  |  |  |  |  |  |  |  |  |  |  |  |
|  |            |  |  |  |  |  |  |  |  |  |  |  |  |  |  |  |
|  | Пелоп      |  |  |  |  |  |  |  |  |  |  |  |  |  |  |  |
|  |            |  |  |  |  |  |  |  |  |  |  |  |  |  |  |  |
|  |            |  |  |  |  |  |  |  |  |  |  |  |  |  |  |  |
|  | Лісідіка   |  |  |  |  |  |  |  |  |  |  |  |  |  |  |  |
|  |            |  |  |  |  |  |  |  |  |  |  |  |  |  |  |  |
|  |            |  |  |  |  |  |  |  |  |  |  |  |  |  |  |  |
|  | Гіпподамія |  |  |  |  |  |  |  |  |  |  |  |  |  |  |  |
|  |            |  |  |  |  |  |  |  |  |  |  |  |  |  |  |  |
|  |            |  |  |  |  |  |  |  |  |  |  |  |  |  |  |  |

### Походження
Син Персея Електріон, цар Мікен, одного разу повів війська на народи тафійців і телебоїв за те, що ті викрали його стада худоби. Поки він був у поході, в Мікенах правив його племінник Амфітріон. Він дізнався, де знаходилася худоба і викупив її, а Електріон тим часом зазнав поразки і втратив у бою синів. Електріон, повернувшись, розгнівався на племінника і, розмахуючи своєю палицею, випадково сам убив себе. Амфітріона було вигнано і той втік до Фів, де правив цар Креонт.
Кохана Амфітріона Алкмена відмовилася розділити з ним ложе, поки той не помститься за загиблих дітей Електріона. Той зібрав військо і розбив тафійців з телебоями. Тим часом Зевс набув вигляду Амфітріона і прийшов до Алкмени зі звісткою про перемогу. Зевс провів з нею ніч, що тривала як три звичайні ночі за рахунок того, що за наказом Зевса Геліос не виїздив на небо, а Гіпнос насилав на людей сон.
Алкмена не помітила обману, а коли наступного дня справжній Амфітріон повернувся, насварила його за почуту днем раніше розповідь. Амфітріон пішов до віщуна Тіресія дізнатися в чому справа і від нього довідався, що ним прикидався Зевс. Після цього він ніколи не спав з Алкменою, боячись ревнощів бога.

### Народження і юність

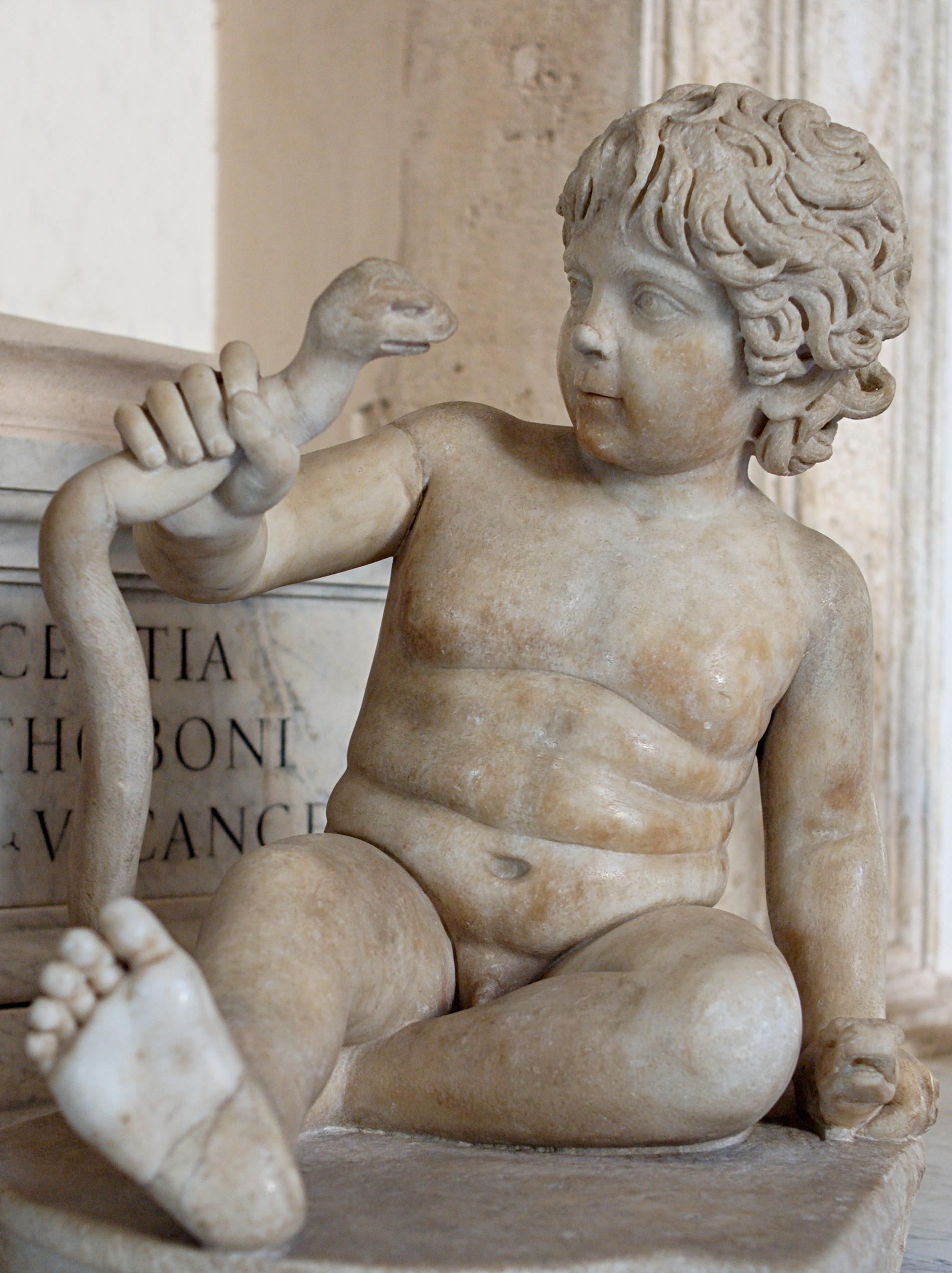
Маленький Геракл душить змія, посланого Юноною, щоб убити його. Мармурова римська скульптура, Капітолійський музей (II ст. н.е.)

Через 9 місяців Зевс став хизуватися, що народжений найближчим часом в благородному роду Персея хлопчик стане прославленим героєм, якого назвуть Гераклом (що означає «прославлений Герою»). Ревнива дружина Зевса Гера взяла з нього клятву, що цим героєм стане лиш той з роду Персея, який народиться першим. Зевс не здогадався про хитрощі дружини і постановив щоби так і сталося. Гера затримала пологи Алкмени і прискорила їх у Нікіппи, іншої жінки з персеєвого роду, щоб героєм став її син Еврістей. Розгніваний Зевс тоді поставновив, що Геракл стане не просто героєм, а богом, якщо виконає 12 подвигів. Один з варіантів міфу говорить, що Гера послала чаклунок затримати пологи Алкмени. Дочка Тіресія перехитрила їх, видавши радісний крик. Ті подумали, що герой народився попри їхні старання і пішли, знявши свої чари і дозволивши Гераклу народитися в назначений час.
Коли народилися близнята Геракл та Іфікл, Гера послала до колиски малят двох величезних зміїв, щоб вони вбили Геракла, однак майбутній герой задушив їх. За однією з версій, Зевс, бажаючи зробити сина безсмертним, узяв його на небо й поклав біля грудей сплячої Гери, але богиня прокинулась і відштовхнула чужу дитину. Її молоко розлилося по небу, утворивши Молочний Шлях, а кілька крапель упало на землю, і з них виросли білі лілеї.
Амфітріон навчив Геракла управляти колісницею, Кастор — боротьби, Евріт — стрільби з лука, Лін — музики, кентавр Хірон — усіх інших наук. Коли юний Геракл у нападі гніву вбив Ліна, Амфітріон послав його в покарання на гору Кітерон пасти отари. Тут він подолав страшного кітеронського лева, шкуру якого (за іншим переказом, шкуру немейського лева) надягнув так, що паща вкривала йому голову, мов шолом. Ставши майстерним у різних справах, Геракл отримав від Гермеса меч, від Афіни — плащ, від Аполлона — лук і стріли, а від Гефеста — золотий панцир. Але з-поміж усієї зброї він віддавав перевагу довбні, яку пізніше вирубав у Немейському лісі.
Якось вісімнадцятирічному Гераклу трапилися мінійські збирачі податків, яких він за їхнє зухвальство жорстоко покарав — відрізав їм носи. Цар мінійців Ергін вислав військо до Фів аби помститися. Юний Геракл позабирав щити й зброю з храмів аби відбити напад, Афіна, бачачи таку рішучість, дозволила боронити Фіви таким чином. Геракл швидко прославився своєю силою й винахідливістю в обороні від мінійців. Так, Геракл придумав залити поля водою з каналів аби кіннота мінійців не могла підступитися до міста. Але в битві загинув його названий батько Амфітріон. Вдячний фіванський владар Креонт віддав за Геракла свою доньку Мегару.
Після того Геракл жорстоко розправився з евбеями, які виступали проти Фів, а їхнього царя прив'язав до коней, яких пустив у різні боки і ті розірвали тіло царя. Гера за жорстокість Геракла наслала на нього безумство і той повбивав власних дітей. Піфія порадила для спокути злочину вирушити на службу до царя Еврістея і відслужити йому 12 років. За це йому судилося стати безсмертним.

### Геракл і аргонавти
Геракла було покликано у плавання аргонавтів зі своїм зброєносцем Гіласом. Коли аргонавти прибули до острова Лемнос, то виявили, що тамтешні жінки повбивали своїх чоловіків через прокляття Афродіти. Цариця Гіпсипіла вирішила відновити свій народ, зачавши дітей від аргонавтів. Герої були зустрінуті з почестями і їм пропонувалося залишитися на Лемносі. Тільки Геракл переконав аргонавтів продовжити подорож. Також він допоміг в боротьбі проти велетнів, які намагалися завадити плаванню, завалюючи каменями вихід з гавані Кізіку.
Згодом Геракл змагався з побратимами в греблі і зламав весло. Він вирушив з Гіласом на пошуки дерева, щоб виготовити нове, але на острові Місія, що біля Кеоса, Гіласа заманили в хащі німфи наяди. Поки Геракл розшукував його, аргонавти вирішили продовжити шлях без них. Коли ж мандрівники усвідомили, що вчинили зле, з моря виринув бог Главк і оголосив, що за волею Зевса Геракл не має продовжувати участь в плаванні аргонавтів. Йому судилося здійснити подвиги, тож Геракл за якийсь час вирушив на службу до царя Еврістея. Але він не покидав надії, що Гілас живий, тож взяв з жителів Місії обіцянку шукати зниклого, поки не знайдуть. Тому вони мали звичай щороку в ті дні бродити лісами, дотримуючись слова.
Також згадується про аргонавта Поліфема (не плутати з однойменним кіклопом), котрий вирушив на пошуки Главка і Геракла, але йому також була наготована інша доля. Поліфем мав заснувати на Місії місто Кіос.

### Дванадцять подвигів Геракла

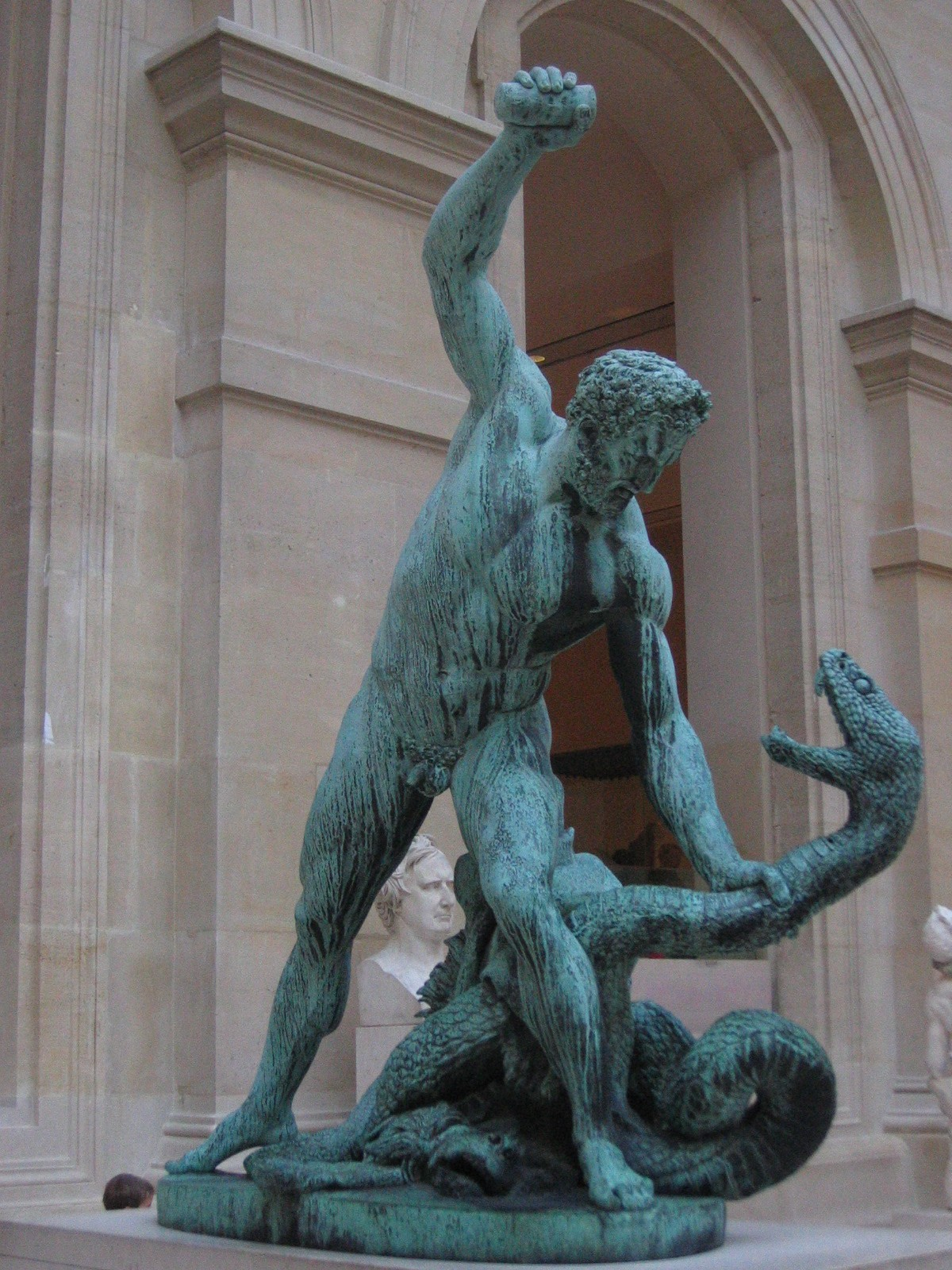
Геракл бореться з Ахелоєм, перетвореним на змію. Скульптор Франсуа Ж. Бозіо, бронза, Лувр (1824)

У Еврістея, який владарював над аргів'янами, Геракл задля спокути вбивства дітей мусив звершити 10 подвигів (їх визначив Еврістей), після чого Зевс мав подарувати Гераклу безсмертя. Але цар не зарахував два з них і назначив нові, таким чином герой звершив їх 12. Відомо, що на перших 10 герой витратив 8 років.
За іншою версією, коли дельфійський оракул оголосив Гераклові волю богів про службу Еврістеєві, він збожеволів і повбивав своїх дітей від Мегари, а також дітей Іфікла. Вилікувавшись від божевілля, Геракл вирушив у Тиринф до Еврістея. Гомер розповідає лише про один подвиг Геракла — перемогу над Кербером; Гесіод згадує про боротьбу з немейським левом, лернейською гідрою та Геріоном. Усього з різних джерел відомо 12 головних подвигів, але їх порядок різниться:
1. Боротьба з немейським левом, невразливим до жодної зброї. Герой задушив його голіруч, але втратив палець і свою довбню. За деякими переказами на честь цього було засновано Немейські ігри. Побачивши після цього силу Геракла і переможеного лева, боягузливий Еврістей розпорядився виготовити для нього мідний глек, в якому ховався, коли Геракл приходив до міста;

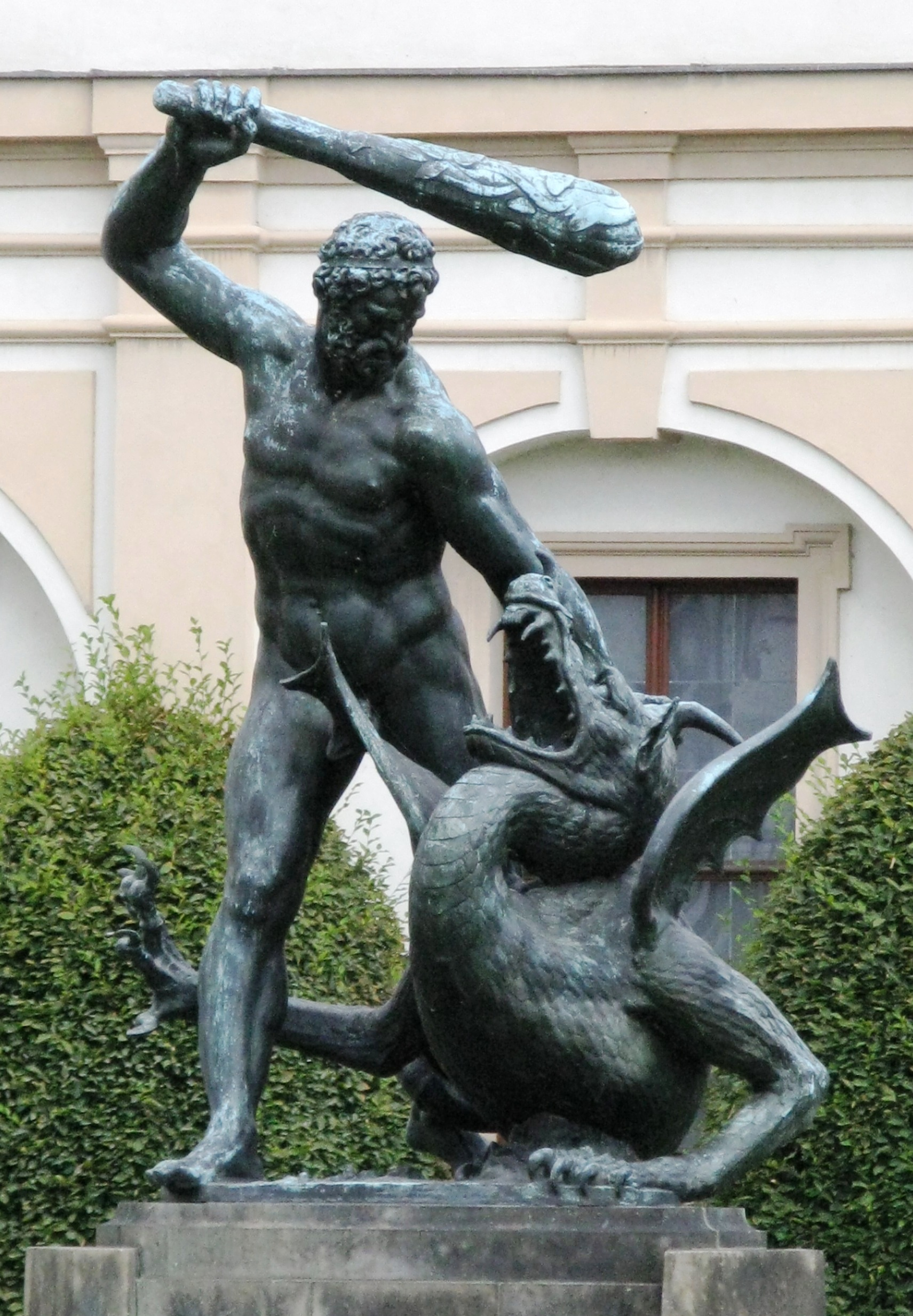
Геракл та Лернейська гідра. Статуя у парку Валдштейнського палацу (Прага), скульптор Адріан де Вріс

2. Геракл та Лернейська гідра. Статуя у парку Валдштейнського палацу (Прага), скульптор Адріан де ВрісЗнищення багатоголової змії, Лернейської гідри, отрутою якої Геракл намазав стріли, і тому найменша рана від його стріли ставала смертельною. Цей подвиг Еврістей не схотів визнавати, оскільки в ньому Гераклу допомагав його небіж Іолай;
3. Лов надзвичайно прудкої керинейської лані із золотими рогами й мідними ногами, яка належала Артеміді;
4. Знищення стімфалійських птахів, що мали мідні пазурі, крила, дзьоби й пір'я, яке правило їм за стріли. Геракл налякав птахів шумом і вразив їх стрілами;
5. Полювання на велетенського ерімантського вепра, який пустошив Аркадію. Геракл тоді випадково поранив кентавра Хірона отруєною стрілою, чим прирік його на тривалі страждання, оскільки Хірон був безсмертний;
6. Здобуття для доньки Еврістея Адмети пояса цариці амазонок Іпполіти. У цьому йому завадила Гера, підбуривши амазонок до битви, яку герой виграв;
7. Очищення Авгієвих стаєнь, які не мили багато років. Еврістей думав принизити Геракла цим завданням, але той придумав очистити стайні переспрямованими водами річки, не забруднившись. Еврістей не визнав подвигу через пиху Авгія, який приписав очищення стаєнь богу річки, щоб не давати Гераклу винагороди;
8. Подолання критського бика, що вивергав полум'я, якого Посейдон наслав Міносові за недотримання обрядів;

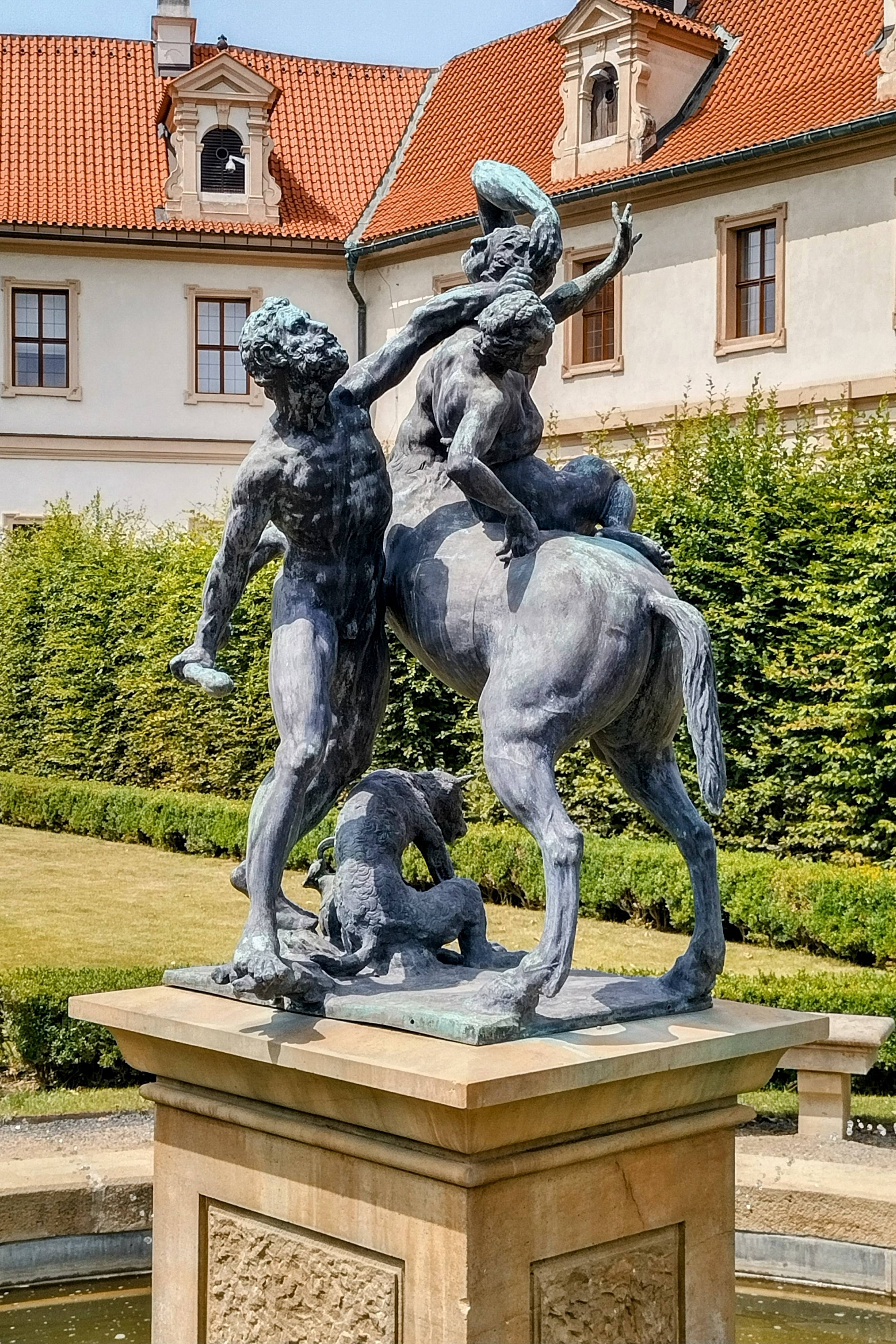
Фонтан "Геракл та кентавр Несс". Статуя у парку Валдштейнського палацу (Прага), скульптор Адріан де Вріс

9. Фонтан "Геракл та кентавр Несс". Статуя у парку Валдштейнського палацу (Прага), скульптор Адріан де ВрісВикрадення людоїдних коней царя Діомеда;
10. Викрадення корів страхітливого триголового велетня Геріона, який жив на далекому заході, на острові Ерітія. Геракл перейшов усю Європу й Лівію і на пам'ять про цей похід спорудив Гераклові стовпи (Гібралтар і Сеуту). На зворотному шляху там, де пізніше був заснований Рим, частину корів у Геракла викрав велетень Как, якого герой убив. За визволення країни від розбійника тубільці встановили в себе культ Геракла, який згодом перейшов до римлян. З цим подвигом пов'язують боротьбу Геракла з Антеєм. Під час здійснення цього подвигу Геракл вбив царя бебриків Мігдона;
11. Викрадення золотих яблук із саду Гесперид: яблука дістав титан Атлант, поки Геракл підтримував замість нього небо;
12. Останній і найважчий подвиг — приборкання Кербера (Цербера). Після року приготувань Геракл спустився в царство Аїда біля Тенара, здолав триголового пса без будь-якої зброї, виніс його зв'язаного на світ і, показавши Еврістеєві, відніс назад. За іншими переказами, Геракл вивів з Аїду також Адметову дружину Алкесту та героя Тесея, а біля виходу вступив у двобій із самим богом Аїдом і навіть поранив його.

Звершивши подвиги, Геракл звільнився від служби в боягузливого Еврістея, повернувся до Фів, розлучився зі своєю 33-річною Мегарою, вважаючи, що шлюбу з нею не схвалювали боги, і віддав її за свого 16-річного небожа й друга Іолая.

### Вбивство Іфіта

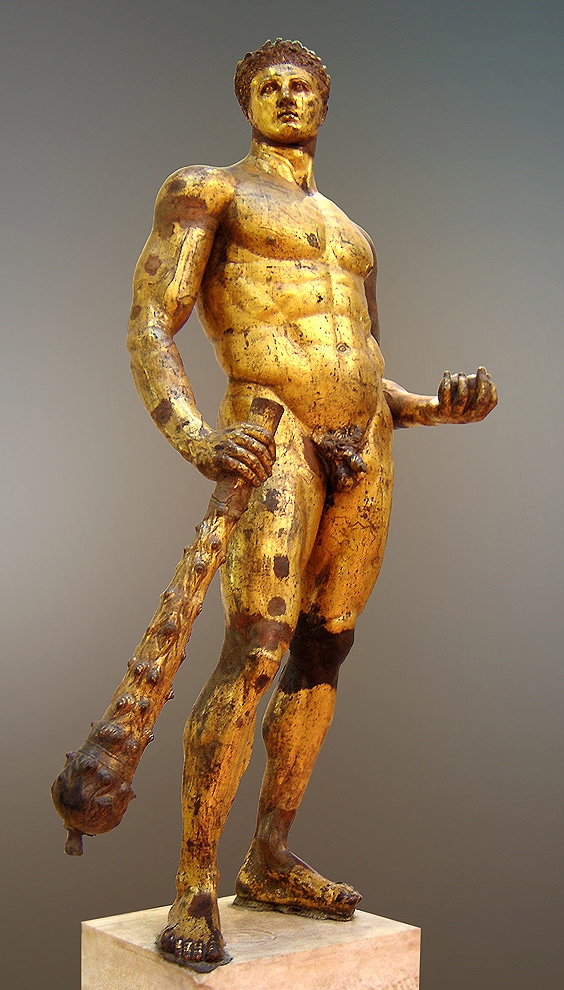
Геракл з яблуками Гесперид. Римська позолочена бронзова скульптура, Капітолійський музей (II ст. до н.е.)

У пошуках нової дружини Геракл вирушив до Ехалії (за пізнішим переказом — до Евбеї або Мессенії), де попросив руки Іоли, доньки володаря Евріта. З Еврітом він посперечався хто є кращим стрільцем з лука. Тим часом Автолік викрав Еврітову худобу, чаклунством змінивши її вигляд і продавши Гераклу як свою. Цар запідозрив у крадіжці Геракла й не захотів віддати за нього дочку, думаючи що той помстився за колишню суперечку. Герой разом з братом Іоли Іфітом пішов розшукувати череду, щоб довести свою невинність. У дорозі Гера знову наслала на Геракла божевілля і він убив Іфіта, скинувши його зі скелі. Евріта він убив пізніше, під час походу на Ехалію.

### Служба в Омфали
Щоб спокутувати злочин, герой вирушив до оракула, та він не схотів приймати героя, що вчинив таке. Геракл розгнівався та забрав всі коштовності в оракула аби заснувати власне місце пророкування. Аполлон прибув відбити вкрадене і при допомозі Зевса змусив героя все повернути. Після цього оракул провістив, що Геракл мусить рік служити у лідійської цариці Омфали, а зароблені гроші віддати дітям вбитого Іфіта.

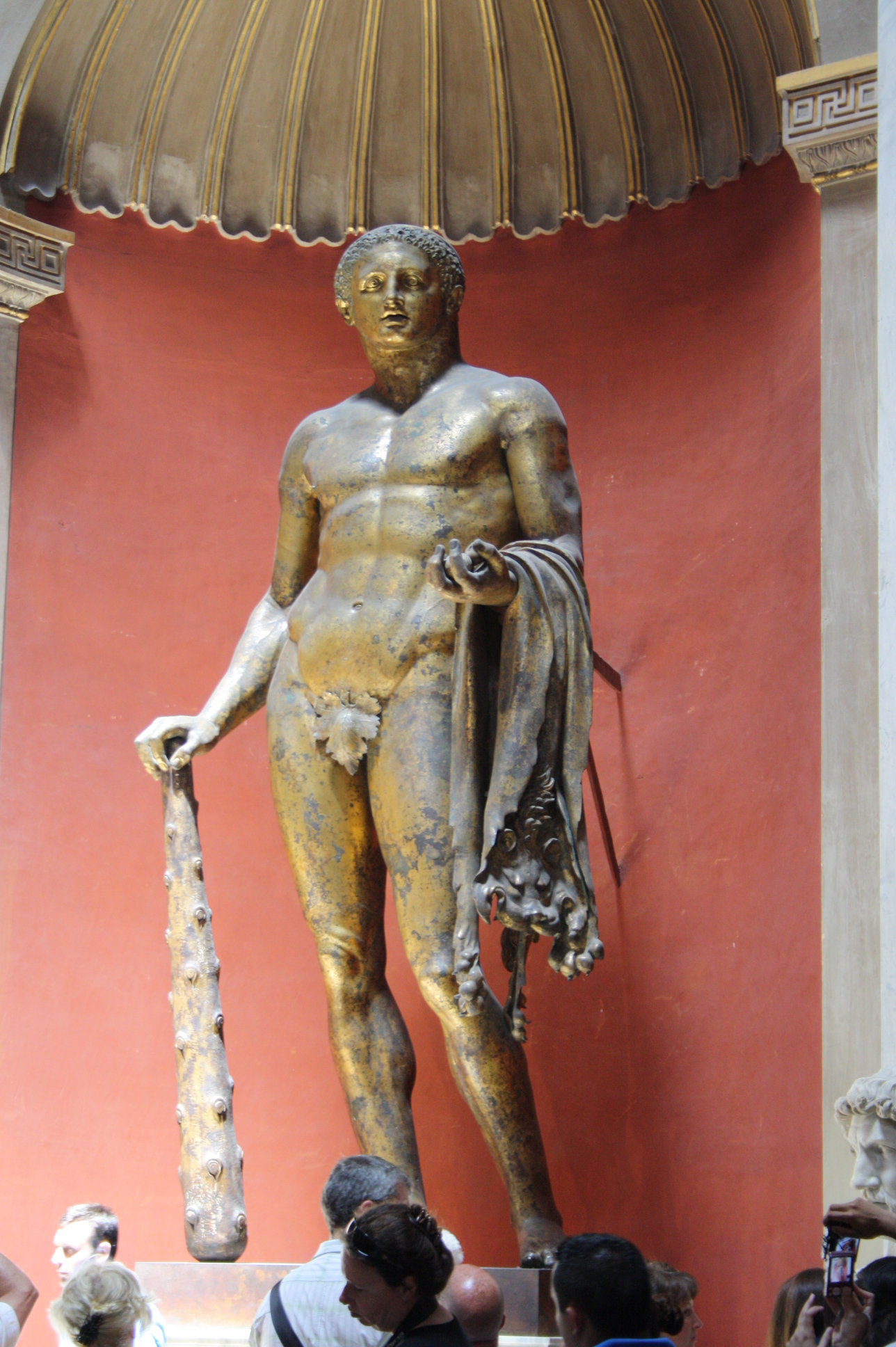
Позолочена бронзова статуя Геракла з палицею, левовою шкірою та яблуками Гесперид. Круглий зал музею Ватикана Піо-Клементіно (II ст. н.е.)

В Омфали Геракл став рабом, виконуючи її доручення боротьби з керкопами та велетенським змієм. Цариця також зробила Геракла своїм коханцем і народила від нього трьох дітей: Лама, Агелая і Лаомедонта. Ці новини досягли батьківщини Геракла, де з нього стали глузувати. Казали начебто він пряде в Омфали вовну, одягнений у жіночий одяг, а сама вона відібрала його левину шкуру і зброю та носить її замість героя. Також існує міф про те, як бог Пан залицявся до Омфали, але в темряві сплутав царицю з Гераклом, котрий прогнав його. Ображений Пан придумав на Геракла такий наклеп і став ширити Грецією чутки, аби осоромити героя.

### Визволення Гесіони і взяття Трої
Після закінчення служби в Омфали Геракл вирушив у Трою, яка потерпала від насланого Посейдоном чудовиська через несплату за допомогу у будівництві мурів. Цар Трої Лаомедонт мусив принести в жертву дочку Гесіону, але повелів щоби перед тим своїх дочок пожертвували інші знатні роди міста. Геракл врятував Гесіону і запропонував вбити чудовисько в обмін на прекрасних коней. Лаомедонт погодився, однак нічого взамін не дав. Тому Геракл зібрав воїнів, з якими завоював і спалив Трою, убив Лаомедонта стрілами разом з його синами, крім одного, Подарка, якого викупила Гесіона. Відтоді той взяв ім'я Пріам («Викуплений») і зайняв трон батька.

### Завоювання Еліди та Олімпійські ігри

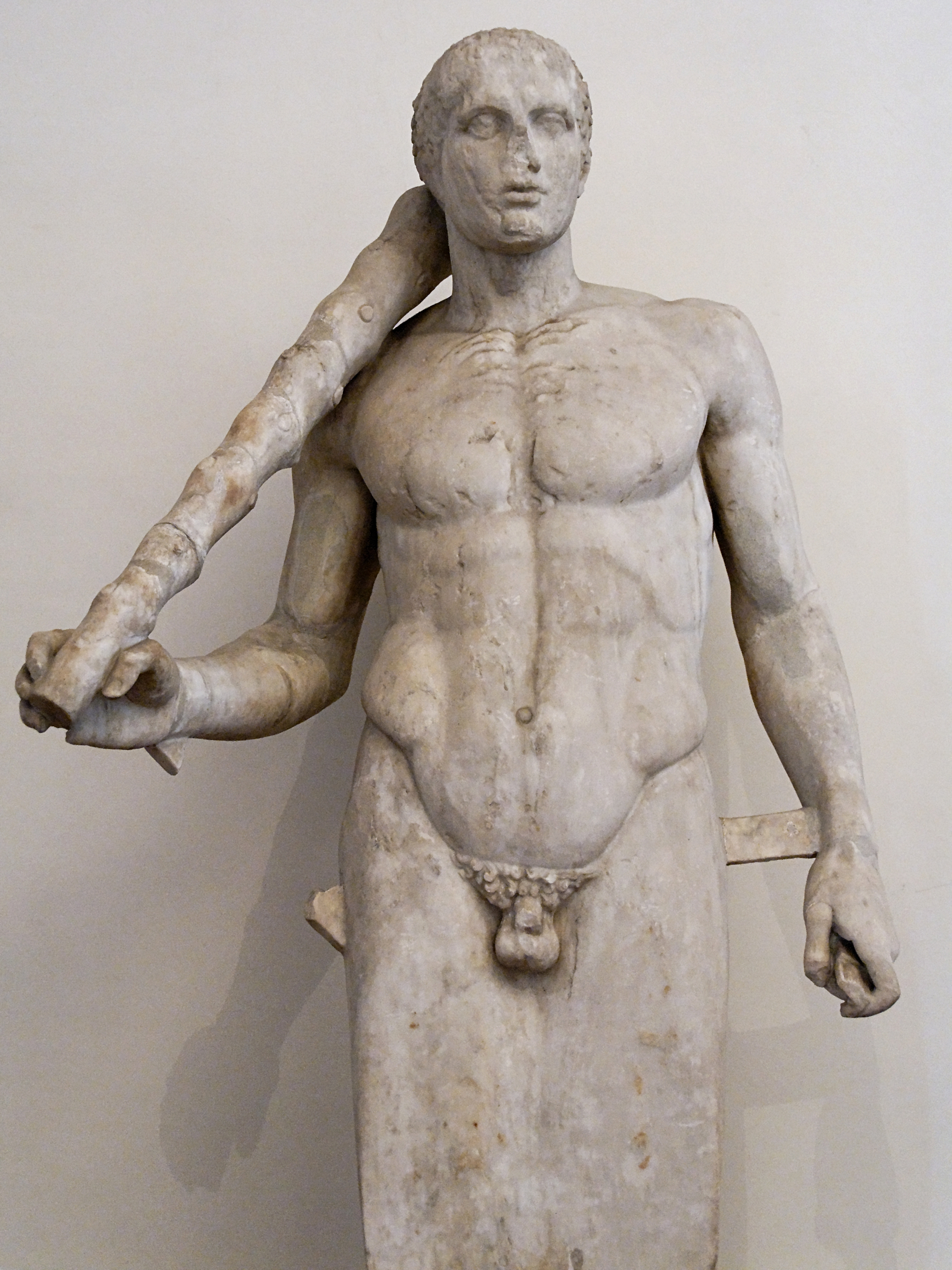
Герма з молодим Гераклом з палицею. Пентелійський мармур, римська копія з грецького оригінала (V ст. до н.е.)

Геракл зібрав військо щоб помститися жадібному Авгію, царю Еліди, стайні якого він мусив очистити й не отримав винагороди. Але в поході Геракл захворів і його військо було розбите. Згодом герой зібрав союзників з Аргоса, Аркадії та Фів і розбив елідійців. Геракл побажав, щоб Еліда знову стала багатолюдною і розпорядився, щоб його воїни взяли собі за дружин вдів з Еліди.
Після цього Геракл на добуту здобич і трофеї заснував Олімпійські ігри на честь свого батька Зевса і оголосив час їх проведення загальним перемир'ям. Він сам створив місце для проведення Ігор, де звів шість вівтарів. На перших іграх Геракл переміг всіх суперників, крім останнього в боротьбі. Той виявився самим Зевсом в людській подобі, що відвідав змагання. Відтоді на час проведення Ігор припинялися всі війни у Греції, на них не допускався жоден, хто вчинив злочин проти богів.

### Захоплення Пілоса
Після влаштування Олімпійських ігор Геракл помстився пілосцям за те, що вони допомагали елідійцям. Афіна виступила на боці Геракла, тоді як Гера, Посейдон, Гадес і Арес захищали Пілос. У битві цар Нелей і один його син, Нестор, врятувалися. Геракл поранив Геру й Гадеса і вбив Переклімена, що перетворювався на різних звірів силою, даною Посейдоном. Нестор, який тоді був у Геренії, зібрав воїнів відбити Пілос, але був змушений тікати, оскільки Афіна попередила про його напад вночі. Проте в бою він самотужки поборов багатьох воїнів, за це Аполлон наділив його життям у 300 років.

### Сини Гіппокоонта
Геракл пішов війною на Спарту з метою покарати синів Гіппокоонта, що допомагали його ворогам. Ті змогли поранити Геракла і той був змушений відступити, щоб залікувати рани в святилищі Деметри. Після цього він з військом царя Кефея вирушив у похід, в якому захопили Спарту, хоч і ціною загибелі багатьох славних воїнів. На честь перемоги Геракл спорудив святилища Гери, Афіни й Асклепія.

### Деяніра

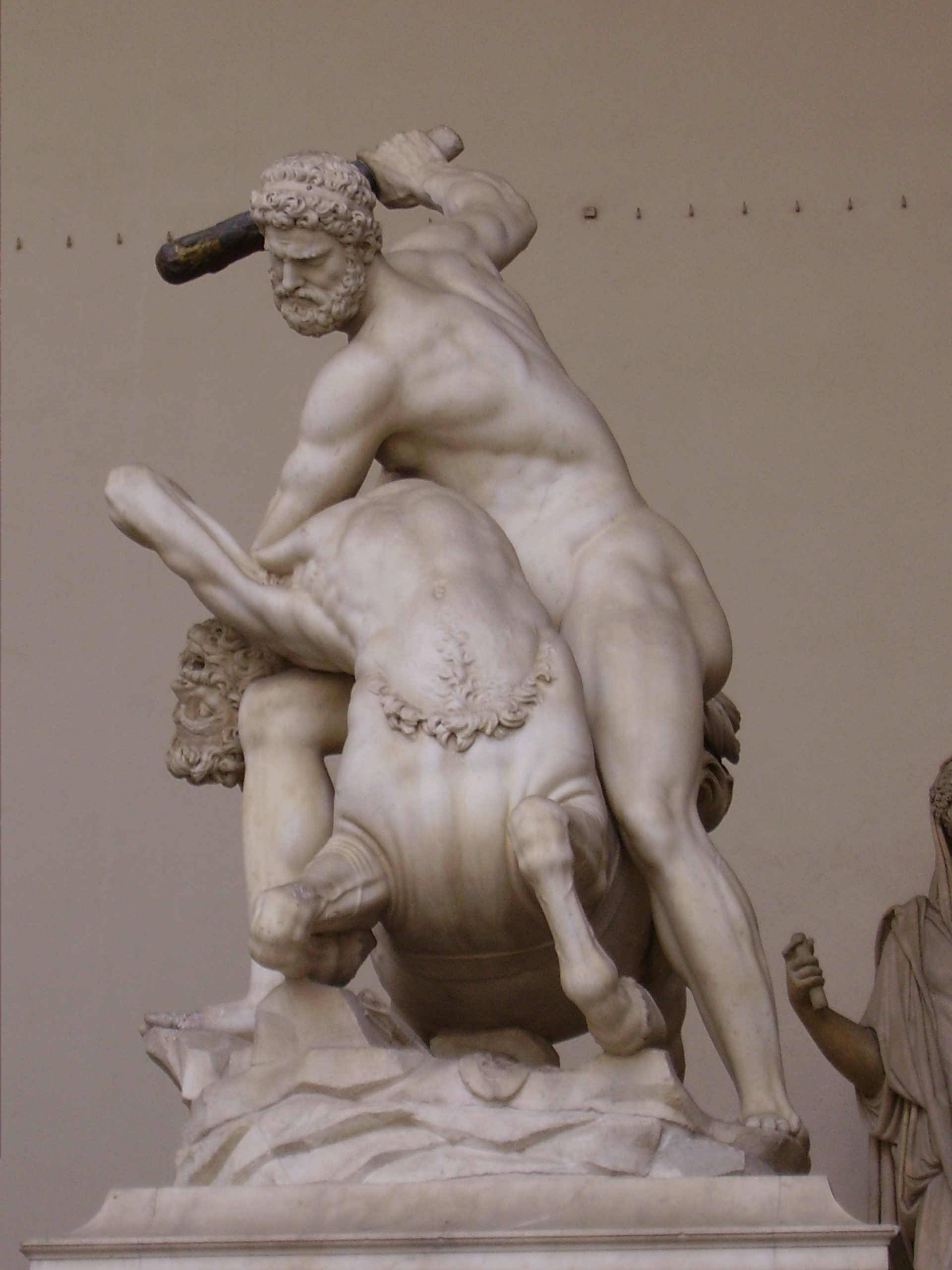
Геракл добиває кентавра Несса

Після того Геракл, не маючи законних спадкоємців і дружини, одружився з дочкою етолійського царя Ойнея Деянірою, заради якої боровся з річковим богом Ахелоєм. Ахелой мав дар перевтілення і в боротьбі з Гераклом удавався до різних хитрощів: спочатку обернувся на змію, потім на бика. Геракл відрубав йому один із рогів, який наяди перетворили на ріг достатку. (Варіант. Переможений Ахелой виміняв у Геракла свій відрубаний ріг на ріг кози Амальтеї). Одружившися з Деянірою, Геракл виступив проти міста Ефір, а здобувши перемогу, вирушив у Трахін до свого друга Кеїка. У дорозі кентавр Несс, що перевозив Деяніру через річку, намагався зґвалтувати її. Геракл поцілив у кентавра отруєною стрілою. Помираючи, Несс дав Деянірі підступну пораду — зібрати його отруєну кров, яка нібито може повертати втрачене кохання.

### Звільнення Прометея
Титан Прометей, прикутий за наказом Зевса до скель в покарання за допомогу людям, знав хто зможе відібрати в Зевса владу. На додачу щодня прилітав орел і викльовував титану печінку, а вночі рани загоювалися. Хоч Зевс за віки став прихильним до людей, дав їм закони і захищав справедливість, гордий Прометей не видавав таємниці, знаючи, що колись його звільнить славетний герой, а не бог.
У своїх подорожах Геракл за волею Зевса натрапив на місце покарання в горах Кавказу. Вислухавши розповідь Прометея про те, як він отримав свою незаслужену кару, Геракл застрелив орла з лука, щоб полегшити страждання титана. Тільки тоді Прометей розкрив, що долею визначено, аби син німфи Фетіди став сильнішим за батька, ким би той не був. Якщо вона народить сина від Зевса, він скине владу батька і олімпійцям прийде кінець.
Почувши це, Зевс дозволив Гераклу звільнити Прометея. Проте тепер Прометей мусив зійти в царство мертвих. Кентавр Хірон, який досі мучився від завданої Гераклом отруйної рани, погодився обміняти своє безсмертя на життя Прометея. Таким чином Хірон помер, а Прометей лишився жити.
Часто цей міф описується між дванадцятьма подвигами Геракла, після знищення лернейської гідри і перед походом за яблуками Гесперид, шлях куди показав вдячний Прометей.

### Смерть Геракла
Коли Геракл переміг Евріта й забрав його доньку Іолу, Деяніра, боячись, що він може покинути її заради бранки, прислала чоловікові одяг, просочений кров'ю Несса. Відіславши подарунок, вона побачила як залишок тканини на сонці став палати і вжахнулася. Деяніра послала гінця попередити чоловіка, але Геракл вже одягнув отруєний одяг. Щойно він зігрівся, отрута почала діяти, обпікаючи тіло, Геракл намагався зірвати тканину, але вона відривалася разом із плоттю. Деяніра наклала на себе руки, повісившись або заколовшись мечем. Не маючи ніде порятунку від нестерпного болю, Геракл попросив свого сина Гілла віднести його до гори Ета і там спалити на вогнищі.
Геракл розділив свою зброю серед друзів, з останніх сил ввійшов у вогонь, з неба вдарили блискавки і вмить спопелили тіло Геракла. Зевс підійняв його на Олімп, де представив іншим богам як безсмертного. Зевс переконав Геру всиновити Геракла і одружити його на Гебі. Геракл став вартовим Олімпу та допомагав Артеміді розвантажувати впольовану нею здобич. Коли він, безсмертний, бенкетував разом з богами, його тінь смертного ходила Аїдом.

## Нащадки Геракла
- Геракл
  -  Алкіди
  -  Агафірс
    -  Геракліди Агафірські

  -  Гелон
    -  Геракліди від Гелона

  -  Скіф
    -  Геракліди Скіфські

  -  Гілл
    -  Геракліди Геллінські
      -  Аргеади
        -  Птолемеї
          -  Севери

## Культ Геракла

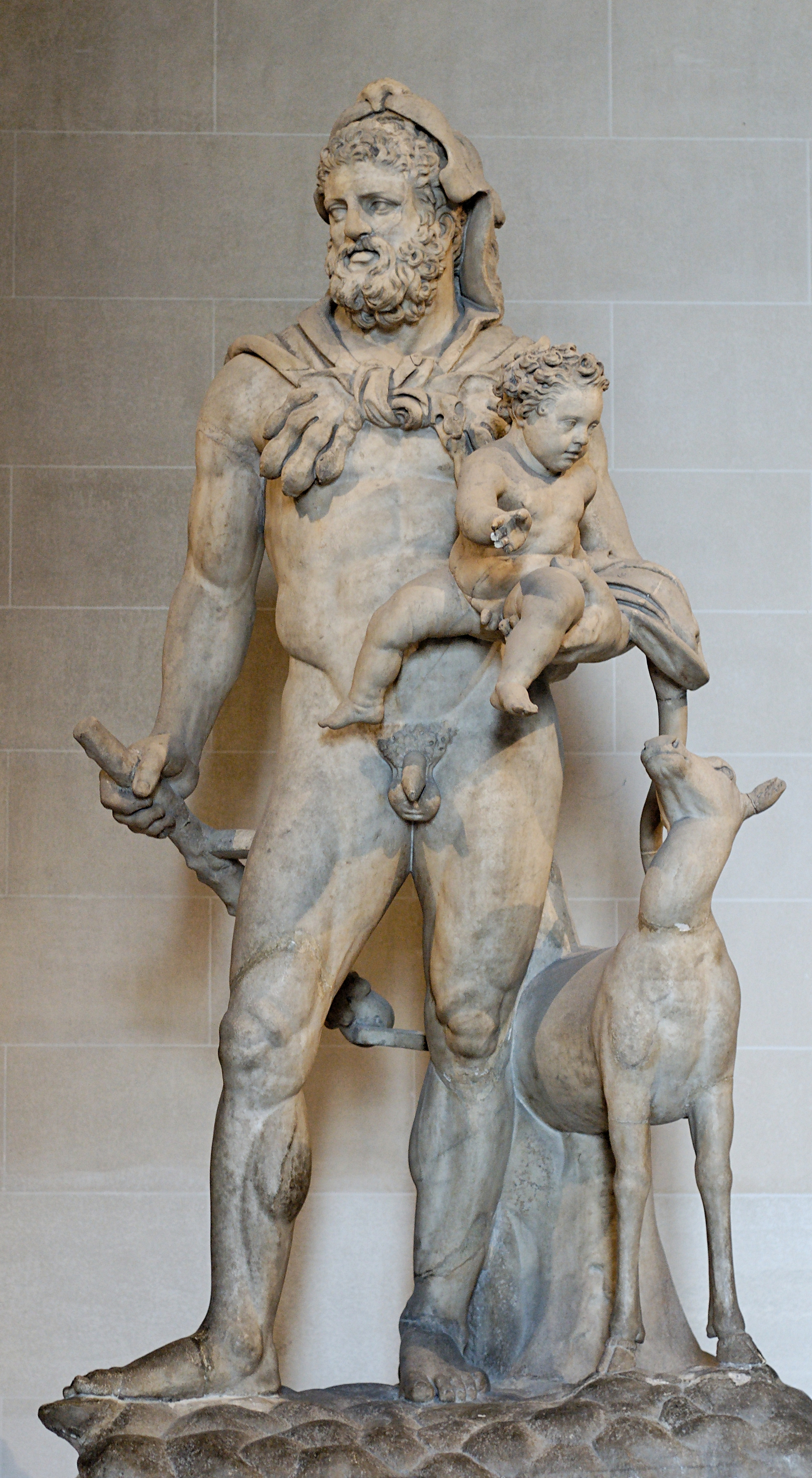
Геракл і його син Телефос. Мармурова римська копія I-II ст. н.е., Лувр

### Античність
Геракл поставав у міфах як герой, який не тільки впорядковує світ, а й встановлює межі цивілізованого простору (ойкумени). Його обширні подорожі та подвиги обґрунтовували подорожі самих греків і їхній вплив на сусідів. Через наставництво над Іолаєм Геракл розглядався як покровитель дітей і юнаків. Також був знаний як покровитель лікування та захисник.
Культ Геракла був поширений серед усіх еллінів, сам герой розглядався як захисник і рятівник від усіляких лих. Особливо його шанували в Беотії, найбільше в Фівах, де з VI ст. до н. е. Геракл мав статус божества. Імовірно, Геракл ввібрав риси тамтешнього давнього божества Харопса. Афіняни проте в часи зростання могутності Афін заявляли, що вони перші стали поклонятися Гераклу як богу. Еврипід пояснював це тим, що Тесей запросив Геракла до Афін. Разом з тим у Афінах не було храму на честь Геракла, хоча в околицях були і храми, і вівтарі (найвідоміший у Кіносарзі). Це може пояснюватися його сприйняттям у населення як дружнього, проте іноземного героя. Афінський клан саламініїв щороку приносив героєві в жертву бика, а його родичам інших тварин і драхми. В Меліті біля Афін жертва складалася з яблук, у які втикали палички, щоб вони нагадували цапа чи барана. Біля Суніона розташовувався храм Геракла — Гераклеон. В Марафоні на честь Геракла проводився фестиваль. Під час чуми 430—426 років до н. е. в Афінах поставили статую Геракла, щоб захистити місто від лиха. Зображення Геракла взагалі нерідко слугували оберегами.
Царі, а потім і римські імператори нерідко порівнювали себе з Гераклом. Тиран Пісістрат у часи свого правління, в 557—556 роках до н. е., проголосив себе новим Гераклом. Згідно Плутарха, Александр Македонський вважав Геракла своїм предком. Імператор Коммод в II ст. називав себе «Гераклом», від якого селянам можна чекати допомоги. Імператор Максиміан в III ст. стверджував, що є нащадком цього героя. З Гераклом пов'язували свій родовід деякі римські патриції, мачуха засновників Риму Акка Ларентія вважалася коханою героя.

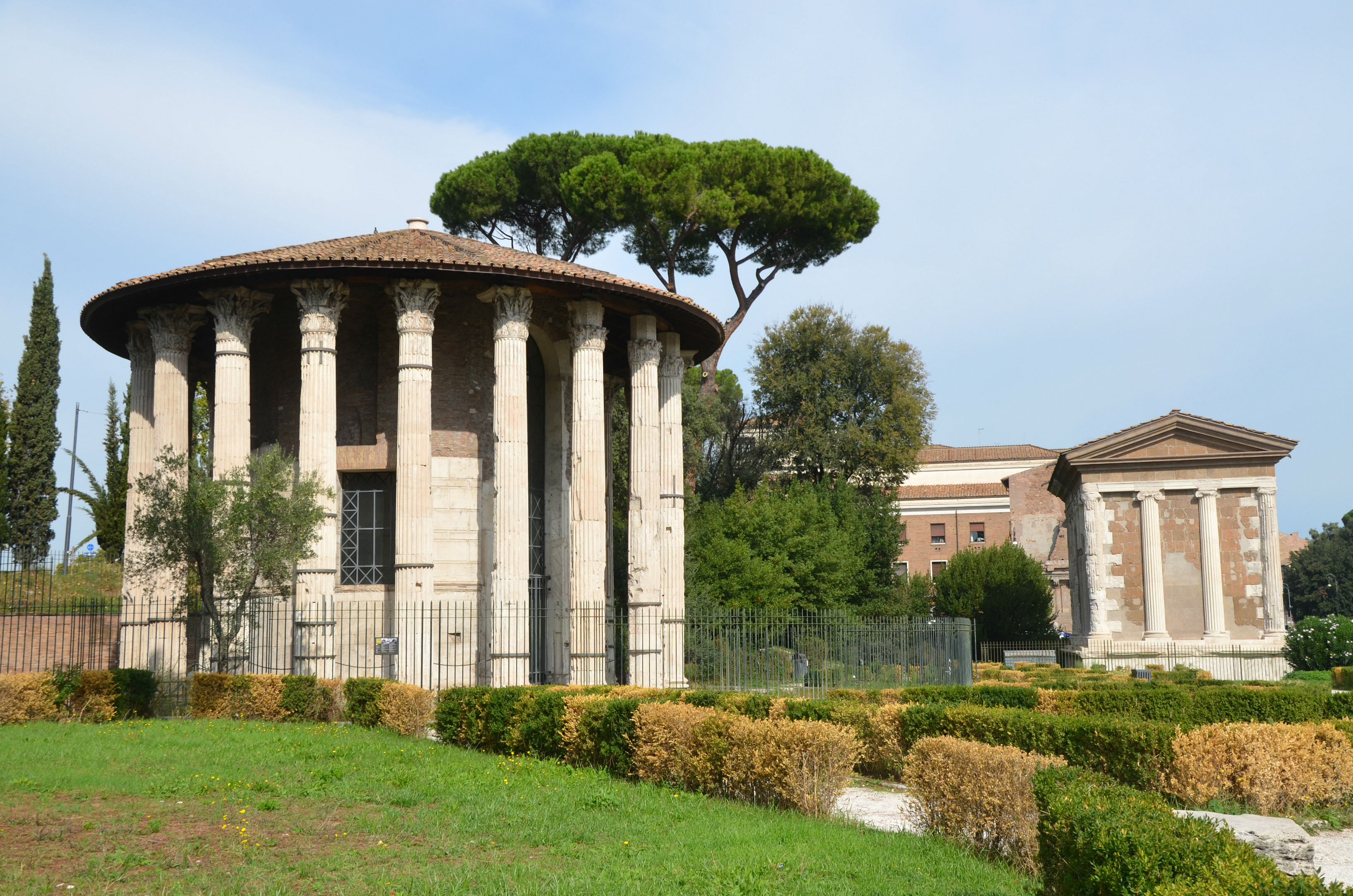
Святилище Геркулеса на Бичачому форумі в Римі

Римляни стверджували, що Геракл, якого вони називали Геркулесом, колись відвідав територію Риму, де й відбулася його битва з розбійником Каком. На честь цього біля річки Тибр був зведений вівтар Геркулеса Нездоланного. Ім'я Геркулеса було вказане на вівтарі Сатурна на римському Форумі та вівтарі Юпітера на Авентинському пагорбі. Обряди там виконувалися за грецьким зразком (жерці були з непокритими головами). Історик Луцій Целій Антипатр у II ст. наводив це як доказ того, що Рим заснували греки. Діонісій Галікарнаський запровадив популярну версію, що частина грецької експедиції, очоленої Геркулесом, лишилася в Італії та заснувала поселення на Капітолійському пагорбі. На Бичачому форумі стояла теракотова статуя цього героя — можливо зруйнована при Великій пожежі 64 року.
У 187 році до н. е. Марк Фульвій Нобіліор на честь своєї перемоги над Етолійською лігою в Греції спорудив храм Геркулеса — супутника муз. Інші відомі храми Геркулеса в Римі звели Муммій та Сціпіон Еміліан у II ст. до н. е., що пов'язали героя з покровительством військовій справі. Відоме святилище Геркулеса розташовувалося в Тібурі. Саме його, розташоване на схилі пагорба, першим бачили мандрівники, коли наближалися до міста.
Під час кризи Римської імперії III ст. Геркулес розглядався як спаситель, котрий повернеться і наведе лад в державі. Паралелі між Геркулесом та Ісусом Христом, а особливо мученицька смерть і вознесіння на небо, зробили його часто прийнятним для обох релігій. У поховальних катакомбах, як-от біля Латинської дороги, трапляються зображення, де Геркулес присутній у біблійних сценах. Імператор Юліан приписував Геркулесу Христове ходіння по воді під час подорожі на острів Геріона за золотою чашею. Разом із тим Юліан розумів Геркулеса як алегоричну постать, а не реальну.
Водночас Геркулес був улюбленою мішенню для критики язичництва християнськими апологетами. Вказувалися його аморальні вчинки та боротьба з проявами зла, а не з його причинами.
Така популярність Геракла призвела до визнання його національним героєм Греції. Оповіді про Геркулеса вивчалися дітьми в римських школах.

### Після античності
У середньовічній Європі Геракл/Геркулес набув нового символічного значення. Його подвигам став приписуватися алегоричний зміст боротьби проти згубних бажань. Деякі з дванадцяти подвигів замінювалися іншими, другорядними за античності подіями (боротьба з кентаврами, Каком, Антеєм, Ахелоєм). Гобелени VI—VII століть, знайдені в Єгипті, показують ці подвиги; подібні зображення навіть прикрашали італійські собори в XIII—XIV ст. Європейські монархи неодноразово порівнювали себе з Гераклом, як-от Максиміліан Габсбург.

## Образ Геракла в мистецтві

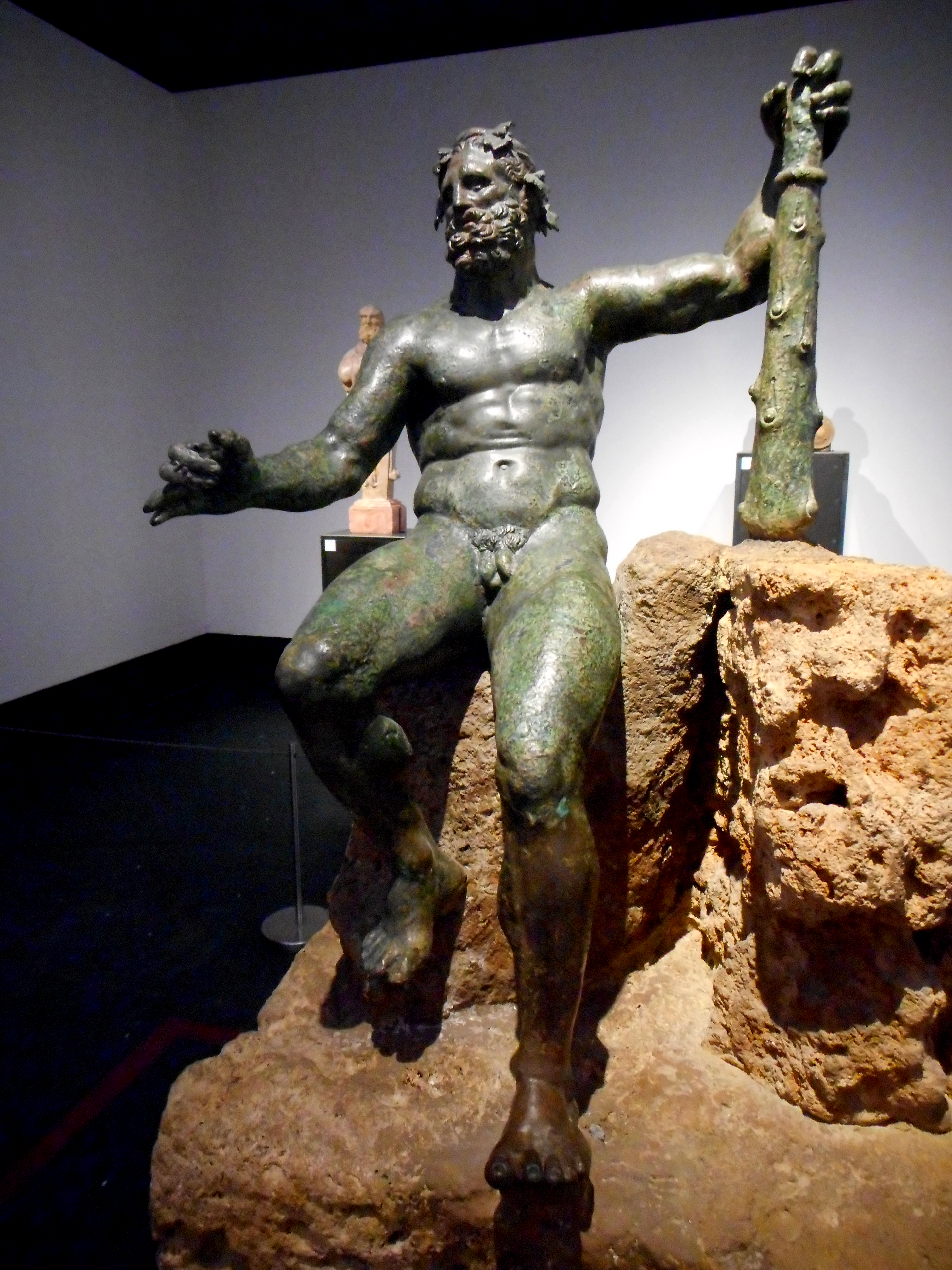
Геракл Епітрапезій або Геракл, що сидить. Римська копія I ст. н.е. з втраченої оригінальної статуї Лісіппа, виготовленої з бронзи для Олександра Македонського (IV ст. до н.е.)

### Античність
Подвиги Геракла були улюбленими темами мистецтва ранньої античності. Впродовж VI—IV ст. до н. е. відбувся перехід до зображень нерухомого Геракла, котрий відпочиває. Якщо спершу в центрі уваги були фізичні подвиги, надалі Геракл постає символом поміркованості та стриманості — нових цінностей Греції. Геракла зображали як молодим, безбородим, так і зрілим. З-поміж сюжетів, зображених на кераміці: боротьба Геракла зі зміями в колисці; молодий Геракл у саду Гесперид; боротьба з Немейським левом; Геракл у царстві Аїда; Геракл, який приносить жертву богам на вівтарі. Кратер для вина 360—350 років до н. е. містить рідкісне зображення, де скульптор виконує статую Геракла, а сам герой іде на неї подивитися. Відома статуя Геракла Фарнезе роботи Глікона. В Афінах улюбленим сюжетом було вознесіння Геракла після смерті. Таке зображення, наприклад, є на фронтоні 575—550 років до н. е., де герой сходить на Олімп. Римляни прикрашали статуями та барельєфами героя публічні місця. Зображення Геркулеса відомі і в римських оселях. Обідні кімнати іноді прикрашали мозаїчні зображення Геркулеса, що відпочиває після перемоги над своїми ворогами.
Образ Геракла оспівали грецькі поети Софокл («Трахінянки», «Філоктет»), Евріпід («Несамовитий Геракл», «Геракліди»). В римській літературі улюбленими історіями про Геркулеса були його подвиги. Крім того висвітлювалася його боротьба з розбійником Каком.
Хоча релігійне значення Геркулеса зменшувалося за пізньої античності, його образ досить тривалий час залишався популярним як у язичників, так і християн як символ чеснот. Тоді як його монументальні зображення зникали, Геркулес став малюватися чи вирізьблятися на тарілках, пляшках, меблях, ювелірних виробах.

### Після античності

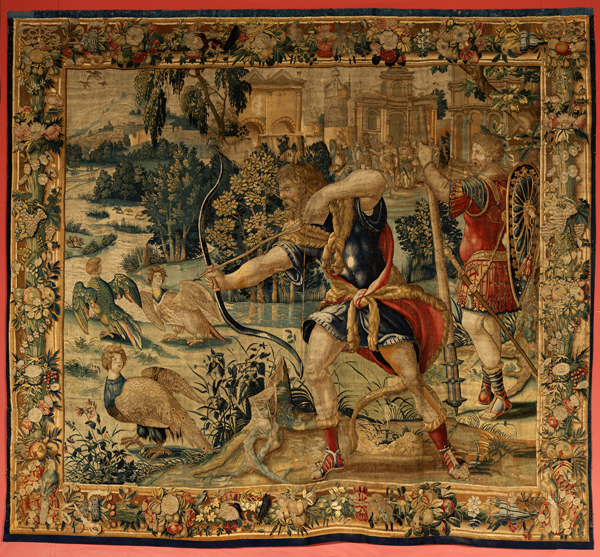
Геркулес і стімфалійські птахи. Гобелен, королівський палац Мадрида (бл. 1528)

Середньовічні зображення Геракла чи Геркулеса більшістю відомі за гобеленами, різьбленням по слоновій кістці.
Відомі гравюри Геракла в епоху Відродження виконували Франческо Росселлі, Хрісофано Мартіні, Джованні Якопо Каральо, Якоб Бос, Уго да Карпі, Гендрік Гольціус. Цикл подвигів живописно проілюстрували Лукас Кранх і Франсіско де Сурбаран. На картинах Аннібале Карраччі герой більш алегоричний, він сидить на камені, а Чеснота вказує йому шлях. Королівські двори по всій Європі були прикрашені гобеленами, що описували подвиги Геракла. З-поміж них відомий гобелен, замовлений у 1535 році Марією Угорською, і велика колекція, що належала англійському королю Генріху VIII.
Його згадки присутні в поезіях Петрарки, Бокаччо, Енріке де Віллени, П'єтро Андреа ді Бассі, Рауля Лефевр, Джильо Грегоріо Джиральді, Джованні Баттісти Джиральді, П'єра де Ронсара. Анонімна поема «Дванадцять тріумфів Генріха VII» порівнює з Гераклом англійського короля.
Знахідка античної скульптури Геракла в 1546 році в термах Каракалли надихнула подальші скульптури. Рубенс використовував її як модель для ескізу «Тріумфу Геракла над розбратом», зображував героя, який виконує подвиги — боротьбу з Немейським левом, подорожі у сад Гесперид. Його інші відомі скульптури — це Геракл у Омфали та «П'яний Геркулес», що нагадує Геракла з грецької комедії. Вінченцо де Россі був автором «Фонтану Дванадцяти подвигів» у Палаццо Веккіо.
У XVII—XVIII ст. спостерігається широкий інтерес до драматургічного трактування пригод Геракла; деякі черпали натхнення з грецької та римської трагедії та комедії, деякі були покладені на музику. «Трахінянки» Софокла були адаптовані у Франції Жаном де Ротру як «Вмираючий Геркулес» (1635). Франческо Каваллі написав «Закоханого Геркулеса» (1662) на весілля Людовика XIV з Марією Терезою Іспанською. «Геракл» Луїджі Ріккобоні (1717) має напрочуд нетрагічний підхід до історії, тоді як ораторія Генделя «Геркулес» (1745) підносила апофеоз героя. Тема вибору Геракла повторюється у різних музичних жанрах, у деяких випадках написаних спеціально для навчання молодих дворян. Кантата Баха «Геркулес на роздоріжжі» (1733) була написана на 11-й день народження кронпринца Саксонії, Фрідріха Кристіана.

За Просвітництва здобула подальше поширення тема вибору Геракла, як на картинах Паоло де Маттейса, Анжеліки Кауфманн і Джошуа Рейнольдса. У Версалі Франсуа Лемуан виконав розпис на стелі «Апофеоз Геракла», урочисто відкритий в 1736 році королем Людовиком XV. В Римі Крістоф Унтербергер зобразив апофеоз Геракла, оточений сценами його життя та смерті. Вольтер розглядав Геракла як інтелектуала, що бореться з Гідрою фанатизму. В той же час зріс інтерес до темного, аморального боку героя. Скульптурна група Антоніо Канови «Геркулес і Ліхас» (1795—1815), зокрема, показує три сцени божевілля Геракла. В Греції, в 1790-х роках, Геракл став символом революційної незалежності від Османської імперії. Він був зображений на гербі аж до скасування грецької монархії в 1974 році.

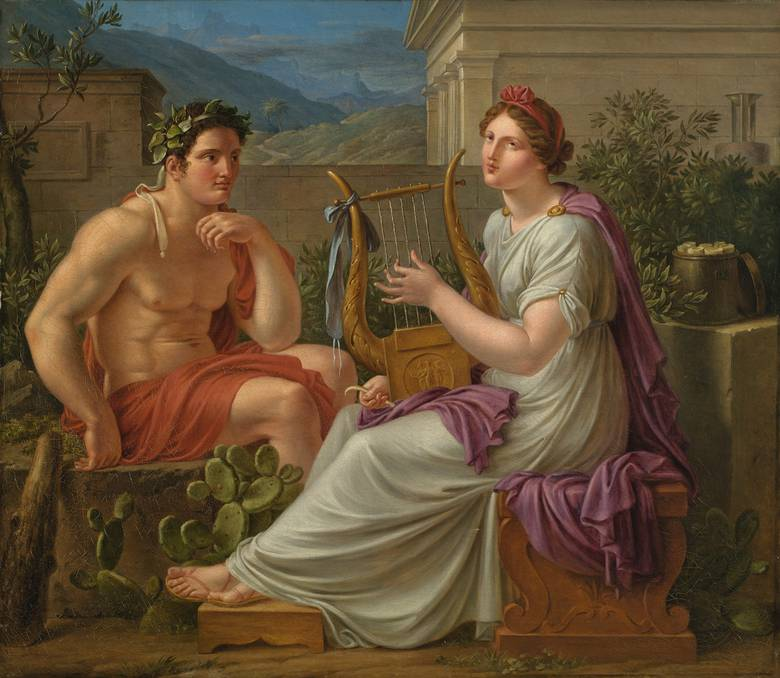
Геркулес і муза. Еберхард фон Вехтер, полотно, олія (між 1805 та 1810)

Література XIX сторіччя та пізніше продовжує використовувати Геракла в алегоричних цілях. Фрідріх Гельдерлін під впливом Шиллера та Гегеля, подав подвиги героя як символ духовних змагань людини. У його «Гімнові Геркулесу» (1796) ця боротьба пов'язана з надією на безсмертя, а в «Єдиному» (1802) Геркулес порівнюється з Христом, що описується як «останній» із грецьких богів, брат Діоніса та Геркулеса. Поема Віктора Гюго надихнула на створення симфонічної поеми «Прялка Омфали» (1869) Каміля Сен-Санса, який також написав повість «Юність Геркулеса» (1877). В «Олімпійській весні» (1900—1910) швейцарського поета Карла Шпіттелера Геракл грає роль Христа, посланого Зевсом врятувати занепале людство, втрачаючи при цьому свою божественність, але стаючи зразком людяності. Драматична поема Джорджа Кебота Лоджа «Геракл» (1908) містить багато пригод героя як алегорій подорожі душі до правди та свободи. В середині ХХ ст. Джеймс Маколі використав міф про другий подвиг Геракла як приклад для доволі песимістичних роздумів про людство в «Герої та гідрі» зі збірки віршів «Видіння церемонії» (1956). У грецькій поезії Янніс Рітсос представив дуже людяного Геракла перед обличчям сучасних політичних, літературних і соціальних проблем. Сатиричний роман Фрідріха Дюрренматта «Геракл і Авгієві стайні» (створений спершу як радіоп'єса в 1954 році, інсенізований у 1962), розповідає про розчарованого Геракла, чиї спроби очистити Еліду від гною зриває місцева бюрократія.
У романах Ріка Ріордана про Персі Джексона Геркулес представлений як проблематична фігура, на перший план висувається жорстока сторона його стародавнього характеру. Тим часом Геркулес у коміксах Marvel, де вперше з'явився в 1965 році, стає засновником команд супергероїв «Чемпіони» (1970-ті), «Месники» (1980-і) та «Могутні Месники» (2000-і). Вистава «Жорстокий і ніжний» (2004—2005) Мартіна Крімпа показує Геракла в ролі сучасного генерала, борця з терористами. А в «Містері Гераклі» Саймона Армітаджа 2001 року Геракл — це астронавт, що повертається з космосу і страждає від ПТСР.
Герой з'являється в деяких із найперших експериментів із кіно 1909—1910 років. Незабаром за ними вийшла «Кабірія» Джовані Пастроні (1914) та ціла серія італійських фільмів у 1915—1926 роках про силача Макіста, близько пов'язаного з Гераклом. У США за участю бодібілдерів знімалися фільми «Геркулес» (1959) і «Геркулес звільнений» (1960). У 1960-х роках з'явилися десятки варіацій цих фільмів, часто доволі вільно відходячи від давньогрецької основи: «Геркулес із пустелі» (1960), «Геркулес і чорний пірат» (1962), «Геркулес проти місячних людей» (1964). В фільмі «Геракл завойовує Атлантиду» (1961) показаний незвичайний ледачий Геракл і чітке антиядерне повідомлення. У 1990-х роках був популярний серіал NBC «Геркулес: Легендарні подорожі», що складається з п'яти повнометражних телефільмів (1994), за якими зняли шість сезонів у 1995—2000 роках. Геркулес у виконанні Кевіна Сорбо тут більше схожий на романтичного героя, ніж його попередники. Він регулярно з'являвся також у спін-офі серіалу «Ксена: принцеса-воїн» (1995—2001), тоді як його молодшого грав Раян Ґослінґ у серіалі «Юний Геркулес» (1998—1999). В мультфільмі «Геркулес» (1997) Джона Маскера та Рона Клементса герой, чий образ розроблений британським карикатуристом Джеральдом Скарфом, нагадує поп-співака і виявляється законним сином Зевса та Гери. Тоді як мінісеріал NBC «Геракл» (2005) показує батьком герой велетня Антея та включає вбивство ним власних дітей. На відміну від нього, у серіалі BBC «Атлантида» (2013—2015) зображений товстий Геркулес серед товаришів Ясона, які люблять їсти, пити та грати в азартні ігри — за традицією античної комедії.
З ім'ям Геракла пов'язані крилаті вислови: «дійти до Геркулесових стовпів» — дійти до краю; «геркулесова праця» — тяжка праця.
Іраклій — чоловіче християнське ім'я, яке походить від Геракла.

#### В Україні

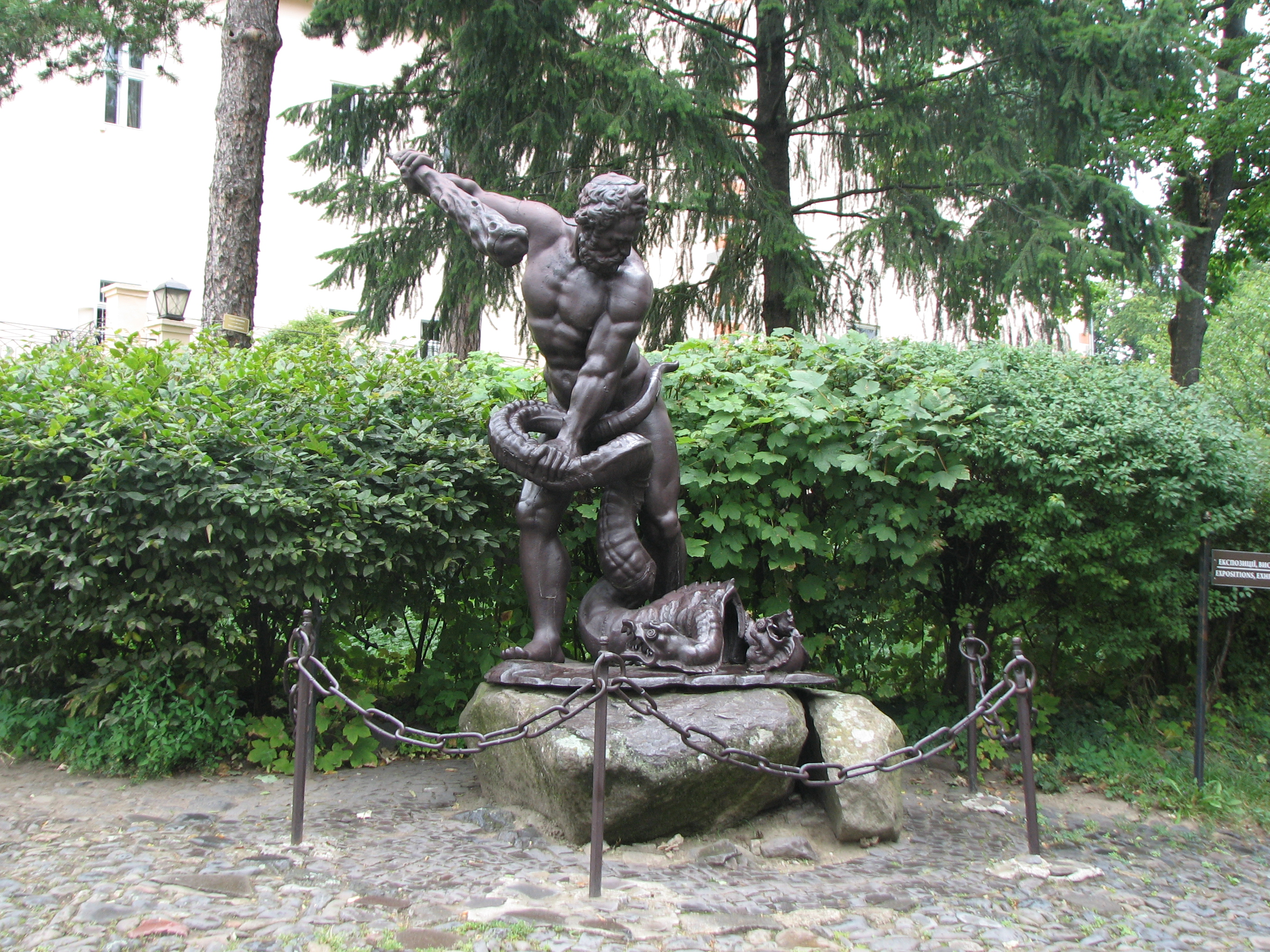
Чавунна статуя Геракла на території Ужгородського замка

Згідно з однією із легенд, Геракл відвідував територію нинішньої Євпаторії (Керкінітиди). В Євпаторії було знайдено сім вапнякових рельєфів, які зображують героя за відпочинком. На кожному з барельєфів Геракл тримає келих вина в руці. На херсонеських монетах IV—III ст. до н. е. зустрічаються зображення голови Геракла.
Другий подвиг героя ілюструє скульптурна композиція (пошкоджена в 2021) XVIII ст. авторства Пінзеля на Бучацькій ратуші, де зображено як Геракл долає гідру. Чавунна статуя Геракла є також в Ужгородському замку. Вона відлита 1842 року й також ілюструє другий подвиг героя.
Також за однією з легенд Геракл вважається прабатьком Скіфського народу, який жив на території сучасної України. Її раціональний варіант полягає в тому, що скіфи поклонялися своєму еквіваленту Геракла, можливо Таргітаю.